# Świadomość ubezpieczeniowa
Świadomość ubezpieczeniowa – określony, lecz zmienny w czasie stan wiedzy jednostek i społeczeństwa na temat zasad funkcjonowania rynku ubezpieczeniowego. Świadomość ubezpieczeniowa wynika ze stopnia znajomości, zrozumienia oraz racjonalnego wartościowania faktów i zdarzeń zachodzących na tym rynku, i w sposób bezpośredni wpływa ona na zachowania podmiotów na tym rynku.
Świadomość ubezpieczeniowa obrazuje wiedzę i stosunek danej osoby lub całego społeczeństwa do problematyki ubezpieczeń, a zwłaszcza oceny i postawy wobec zakładów ubezpieczeń, zasad prowadzenia i oferowanych przez nie produktów.